# Маршак, Джейкоб
Дже́йкоб Марша́к (англ. Jacob Marschak; 23 июля 1898, Киев — 27 июля 1977, Лос-Анджелес) — американский экономист. Член Национальной академии наук США (1973).

## Биография
Родился в семье киевского ювелира. Учился в киевском коммерческом училище, затем в технологическом институте. Студентом вступил в партию меньшевиков. В годы революции оказался на Кавказе, был министром труда Терской Советской Республики. В 1919 году покинул Россию и обосновался в Германии, в 1922 году окончил Гейдельбергский университет. Работал в Берлинском университете, Кильском институте мировой экономики. В 1933 году вынужден был бежать из Германии; остановился в Великобритании, защитил докторскую диссертацию в Оксфорде (1935).
В 1939 году вместе с несколькими коллегами перебрался в США, работал в университетах Нью-Йорка, Чикаго, Лос-Анджелеса. В 1977 году был избран президентом Американской экономической ассоциации, однако умер, не успев занять этот почётный пост.

## Экономические взгляды
Ранние работы Маршака лежат в русле марксистского социально-экономического анализа — наиболее значительная из них, «Новый средний класс», написанная совместно с Эмилем Ледерером (нем. Der Neue Mittelstand; 1926; переработана в книгу: англ. The New Middle Class; 1937), была посвящена наёмным работникам, занимающимся умственным трудом («белым воротничкам»), интересы которых Маршак и Ледерер понимали как отдельные от интересов буржуазии.
В дальнейшем Маршак внёс значительный вклад в теорию экономического поведения субъекта и в применение информационных теорий в экономике.
В 1965 г. опубликовал статью «Экономика языка» («Economics of language»), положившую начало исследованиям связей языка и экономики.

## Основные произведения
- «Экономическая наука и информационная система» (Economics and Information Systems, 1971);
- «Экономическая информация, решение и прогноз» (Economic Information, Decision and Prediction, 1974)
- «Активы, цены и монетарная теория» (Assets, Prices and Monetary Theory, 1938, в соавторстве с Элен Маковер)